# Slovenské Ďarmoty
Slovenské Ďarmoty (węg. Tótgyarmat) – wieś (obec) na Słowacji położona w kraju bańskobystrzyckim, w powiecie Veľký Krtíš. Samodzielność administracyjną uzyskały w 1919 roku. Przedtem miejscowość była północną dzielnicą miasta Balassagyarmat, które oddzielone graniczną rzeką pozostało na Węgrzech.
Według danych z dnia 31 grudnia 2012 roku, wieś zamieszkiwały 572 osoby, w tym 276 kobiet i 296 mężczyzn.
W 2001 roku rozkład populacji względem narodowości i przynależności etnicznej wyglądał następująco:
- Słowacy – 79,09%
- Czesi – 0,35%
- Romowie – 0,52%
- Węgrzy – 19,16%

Ze względu na wyznawaną religię struktura mieszkańców kształtowała się w 2001 roku następująco:
- Katolicy rzymscy – 81,01%
- Ewangelicy – 14,98%
- Ateiści – 2,44%
- Nie podano – 0,87%